# میان ارشد حسین
میان ارشد حسین (انگلیسی: Mian Arshad Hussain; زاده ۹ ژانویهٔ ۱۹۱۰ – درگذشته ۴ اکتبر ۱۹۸۷) سیاست‌مدار اهل پاکستان بود. وی از سال ۱۹۶۸ تا سال ۱۹۶۹ وزیر امور خارجه پاکستان بوده‌است.